# Автентифікація
Автентифікáція (з грец. αυθεντικός; реальний або істинний) — процедура встановлення належності користувачеві інформації в системі пред'явленого ним ідентифікатора..
З позицій інформаційної безпеки автентифікація є частиною процедури надання доступу для роботи в інформаційній системі, наступною після ідентифікації і передує авторизації.

## Механізм автентифікації
Один із способів автентифікації в інформаційній системі полягає у попередній ідентифікації на основі користувацького ідентифікатора («логіна», від англ. login — реєстраційного імені користувача) і пароля — певної конфіденційної інформації, знання якої передбачає володіння певним ресурсом в мережі. Отримавши введений користувачем логін і пароль, комп'ютер порівнює їх зі значенням, яке зберігається в спеціальній захищеній базі даних і, у випадку успішної автентифікації проводить авторизацію з подальшим допуском користувача до роботи в системі.

## Види автентифікації

### Слабка автентифікація
Традиційну автентифікацію за допомогою пароля називають ще однофакторною або слабкою, оскільки, за наявності певних ресурсів, перехоплення або підбір пароля є справою часу. Не останню роль в цьому грає людський чинник — чим стійкішим до злому методом підбору є пароль, тим важче його запам'ятати людині і тим вища ймовірність, що він буде додатково записаний, що підвищить ймовірність його перехоплення або викрадення. І навпаки — легкі для запам'ятовування паролі (наприклад, часто вживані слова або фрази, дати народження, імена близьких, назви моніторів чи найближчого обладнання) в плані стійкості до злому є дуже не вдалими.
Як вихід, впроваджуються одноразові паролі, проте їхнє перехоплення також можливе.

### Багатофакторна автентифікація
Автентифікація, що здійснюється з використанням двох чи більше факторів. 
Посилена автентифікація
У відповідності до вимог Європейської директиви PSD2 в платіжних системах використовується так звана посилена автентифікація, коли для автентифікації використовуються принаймні два різних типи факторів. Типами факторів є:
- властивість, якою володіє суб'єкт;
- знання — інформація, яку знає суб'єкт;
- володіння — річ, якою володіє суб'єкт.

Сувора автентифікація
Автентифікація, під час якої використовується інформація без розкриття цієї інформації. Як правило, реалізується за допомогою асиметричних криптографічних алгоритмів.

## Способи автентифікації

### Парольна
Здійснюється на основі володіння користувачем певною конфіденційною інформацією.

### Біометрична
Біометрична автентифікація основана на унікальності певних антропометричних характеристик людини. У галузі інформаційних технологій термін біометрія застосовується в значенні технології ідентифікації особистості. Біометричний захист ефективніший ніж такі методи як, використання смарт-карток, паролів, PIN-кодів. Найчастіше використовуються:
1. Параметри голосу.
2. Візерунок райдужної оболонки ока і карта сітківки ока — Автентифікація за райдужною оболонкою ока.
3. Риси обличчя.
4. Форма долоні.
5. Відбитки пальців.
6. Форма і спосіб особистого підпису — Електронний цифровий підпис, Верифікація підпису.

#### Етапи
Основні етапи проектування системи біометричної автентифікації на основі динамічного підпису в цілому. Розробка математичної моделі динамічного підпису і методів його обробки. Реалізація алгоритму роботи модуля автентифікації системи на основі створеної математичної моделі і методів обробки. Реалізація системи автентифікації у складі інформаційної системи. Тестування системи автентифікації. Модифікація коду фрагментів системи у процесі функціонування системи.
Перший етап — проектування, полягає у аналізі вимог, які ставляться до системи і на їх основі проектується архітектура системи автентифікації в цілому. Враховується сфера застосування системи, зокрема задається її точність, надійність, зручність; операційна система (ОС) у якій буде функціонувати ПЗ та інші параметри. У випадку розробки універсальної системи необхідно передбачити можливість зміни цих параметрів інтегратором (адміністратором) системи, а також бажано розробляти кросплатформенне ПЗ, незалежне від ОС. Розробити рольову модель роботи системи — скористатися апаратом об'єктно-орієнтованого аналізу і об'єктно-орієнтованого проектування. Рекомендується використовувати уніфіковану мову програмування UML для проектування і моделювання інформаційної системи, а також дотримуватися наступних принципів: модульність — кожна компонента системи є модулем, який просто модифікується, замінюється і виконує відведену йому специфічну роль; підтримка відкритих стандартизованих протоколів для передачі даних, взаємодії об'єктів і форматів збереження файлів; документованість — усі методи (функції), класи, об'єкти детально і доступно документувати.
Другий етап — розробка математичної моделі є ключовим. Необхідно вдало підібрати підхід до побудови моделі: стохастичний чи детермінований, на думку авторів це стохастичний підхід. Розробка математичної моделі передбачає: розробку моделі, яка враховувала б ключові особливості об'єкта дослідження і вибір діагностичних ознак; проведення аналізу цих діагностичних ознак і розробка методів для попередньої обробки. У випадку використання статистичного підходу — дослідити статистичні характеристики діагностичних ознак. Ці дослідження дозволяють зробити висновки про адекватність моделі.
Третій етап — на основі математичної моделі розробляється алгоритм, який реалізується на деякій мові програмування. Особливу увагу слід привернути на реалізацію системи вводу підпису

### За допомогою унікального предмета
Здійснюється за допомогою додаткових предметів (токен автентифікації, смарт-карта) або атрибутів (криптографічний сертифікат).

## Протоколи автентифікації
Протоколи автентифікації — категорія криптографічних протоколів, які забезпечують надійну автентифікацію особи.
Існує багато різноманітних протоколів автентифікації:
- AKA[en]
- CAVE-based authentication[en]
- Challenge-handshake authentication protocol (CHAP)
- CRAM-MD5
- Diameter
- EAP (EAP)
- Host Identity Protocol[en] (HIP)
- Kerberos
- MS-CHAP і MS-CHAPv2 різновиди CHAP
- LAN Manager[en]
- NTLM, також відомий як NT LAN Manager
- Password-authenticated key agreement[en] протоколи
- Password Authentication Protocol (PAP)
- Protected Extensible Authentication Protocol[en] (PEAP)
- RADIUS
- Secure Remote Password protocol[en] (SRP)
- TACACS і TACACS+[fr]
- RFID-Authentication Protocols
- Woo Lam 92 (protocol)[en]
- Протокол Нідхема-Шредера